# Grieg Star
Grieg Star, ehemals Star Shipping, ist eine norwegische Reederei.

## Einzelheiten
Das Unternehmen mit Sitz in Bergen wurde 1961 von Per Waaler mit finanzieller Unterstützung der beiden norwegischen Reeder Halvdan Grieg und Rolf Westfal-Larsen gegründet. Bis zum Jahr 1995 waren Westfalen-Larsen und Grieg Shipping mit jeweils 50 % Eigentümer von Star Shipping, wobei sich Star Shipping sich zum einen um die Vermarktung der Star-Shipping-, Grieg- und Westfal-Larsen-Schiffe und zum anderen um die Massengutschiffe der Londoner Reederei Rethýmnis & Kulukundis kümmerte. Nach einer teilweisen Trennung ist die Reederei seit 1995 ein Tochterunternehmen der norwegischen Reederei Grieg Shipping und der singapurischen Reederei Masterbulk, die wiederum zur norwegischen Reedereigruppe Westfal-Larsen gehört. Die ehemals mitbetreuten Chemikalientanker der Westfalen-Larsen-Gruppe wurden danach von deren Tochtergesellschaften Westchart und Westgas in Bergen vermarktet.
Die Flotte besteht aus 60 bis 70 Schiffen, davon 45 eigene Schiffe (2012), und zählt zu den größten norwegischen Schifffahrtsunternehmen. Der Schwerpunkt liegt auf dem Betrieb von offenen Mehrzweck-Schüttgutfrachtern, Conbulkern und einer Reihe von Handysize- und Handymax-Schüttgutfrachtern. Daneben betreibt das Unternehmen mehrere Terminals, die auf den Umschlag der vorwiegend von Star Shipping transportierten Ladungsarten Forstprodukte, Zellulose, Papier, Massenstückgütern, Containern und Projektladungen spezialisiert sind.

## Flotte (Auswahl)
| Star Shipping Schiffsklassen                                                            | Star Shipping Schiffsklassen | Star Shipping Schiffsklassen                                                          | Star Shipping Schiffsklassen | Star Shipping Schiffsklassen | Star Shipping Schiffsklassen |
| Bezeichnung                                                                             | Schiffsart                   | Bauwerft                                                                              | Bauzeit                      | Anzahl                       | Tragfähigkeit                |
| --------------------------------------------------------------------------------------- | ---------------------------- | ------------------------------------------------------------------------------------- | ---------------------------- | ---------------------------- | ---------------------------- |
| Star A-Klasse                                                                           | Open Hatch                   | Sanoyas Mizushima Works & Shipyard, Kurashiki Shin Kurushima Onishi Shipyard, Imabari | 1985/86                      | 5                            | 30.168 tdw                   |
| Star D-Klasse                                                                           | Open Hatch                   | Mitsui Tamano Engineering & Shipbuilding, Tamano                                      | 1977/79                      | 3                            | 43.082 tdw                   |
| Star E-Klasse                                                                           | Open Hatch                   | Mitsui Tamano Engineering & Shipbuilding, Tamano                                      | 1981/82                      | 2                            | 39.749 tdw                   |
| Star F-Klasse                                                                           | Open Hatch                   | -                                                                                     | 1985                         | 3                            | 40.850 tdw                   |
| Star G-Klasse                                                                           | Open Hatch                   | -                                                                                     | 1986                         | 4                            | 43.712 tdw                   |
| Star H-Klasse                                                                           | Open Hatch                   | -                                                                                     | 1994                         | 8                            | 46.580 tdw                   |
| Star I-Klasse                                                                           | Open Hatch                   | -                                                                                     | 1999                         | 7                            | 46.547 tdw                   |
| Star J-Klasse                                                                           | Open Hatch                   | -                                                                                     | 2004                         | 3                            | 44.837 tdw                   |
| Star K-Klasse                                                                           | Open Hatch                   | Hyundai Mipo Dockyard, Ulsan                                                          | 2009/10                      | 4                            | 49.924 tdw                   |
| Star L-Klasse                                                                           | Open Hatch                   | -                                                                                     | 1986                         | 3                            | 50.827 tdw                   |
| Star O-Klasse                                                                           | Open Hatch                   | Oshima Shipbuilding, Saikai                                                           | 2003/04                      | 4                            | 50.470 tdw                   |
| Star S-Klasse                                                                           | Open Hatch                   | -                                                                                     | 1991                         | 1                            | 17.012 tdw                   |
| Star Evanger-Klasse                                                                     | Open Hatch                   | -                                                                                     | 1984                         | 1                            | 44.169 tdw                   |
| Star Supramax-Klasse                                                                    | Bulk Carrier                 | -                                                                                     | -                            | 2                            | 58.018 tdw                   |
| Daten: Equasis, grosstonnage und Angaben der betreffenden Klassifikationsgesellschaften |                              |                                                                                       |                              |                              |                              |